# Kópavogsvöllur

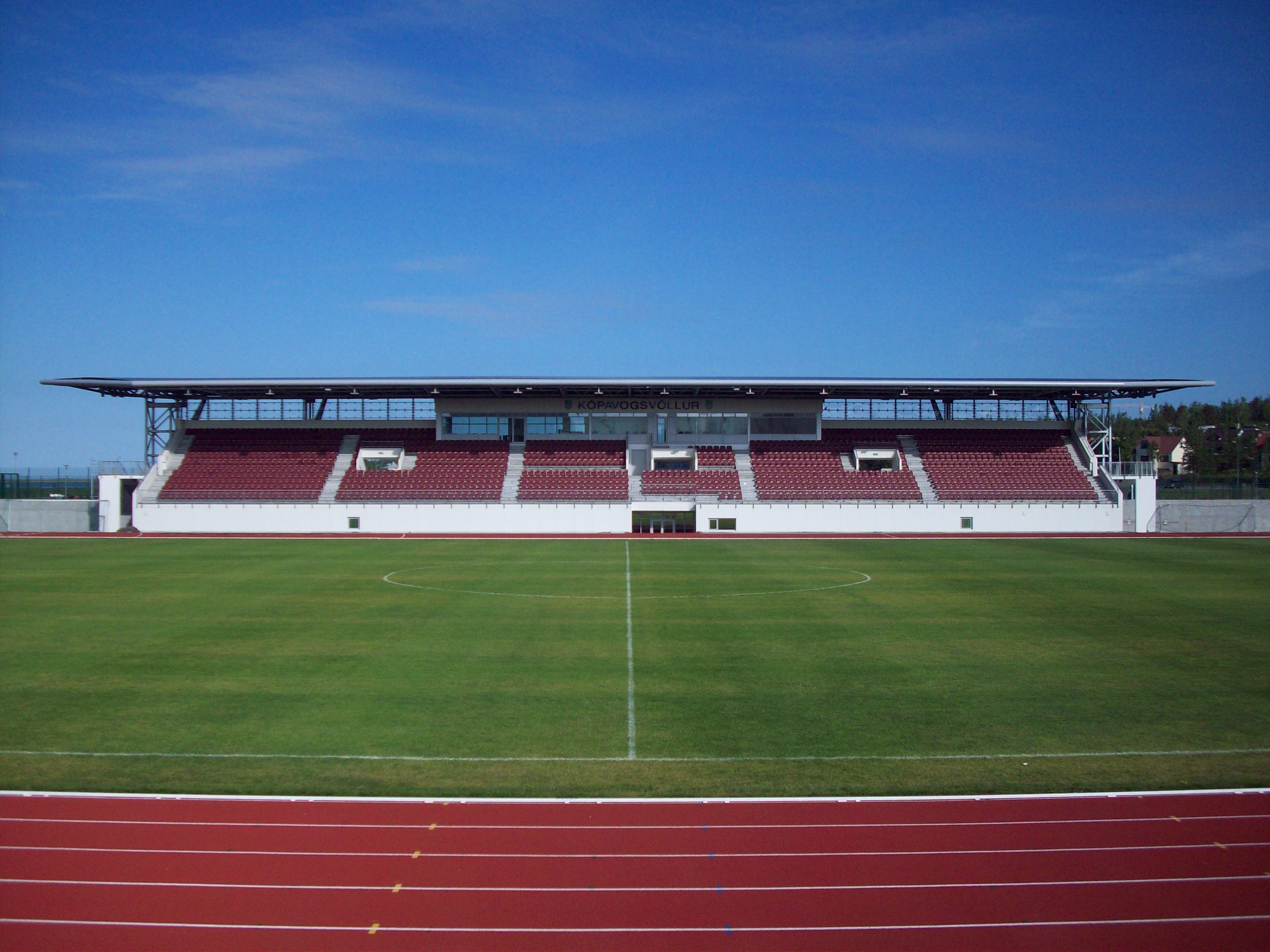
Zicht op het veld van Kópavogsvöllur.

Kópavogsvöllur is een sportstadion in de IJslandse stad Kópavogur. Het wordt meestal gebruikt voor voetbalwedstrijden en is de thuisbasis van Breiðablik en HK. Er zijn ook faciliteiten voor atletiek waaronder een piste. Het stadion, ook bekend onder de naam Íþróttafélagið Kórinn, heeft een totale capaciteit van meer dan 5.000 plaatsen, waarvan 1.869 zitplaatsen.